# Chloridolum thomsoni
Chloridolum thomsoni är en skalbaggsart som först beskrevs av Francis Polkinghorne Pascoe 1859.  Chloridolum thomsoni ingår i släktet Chloridolum och familjen långhorningar. Inga underarter finns listade i Catalogue of Life.